# Elektrociepłownia Gorzów

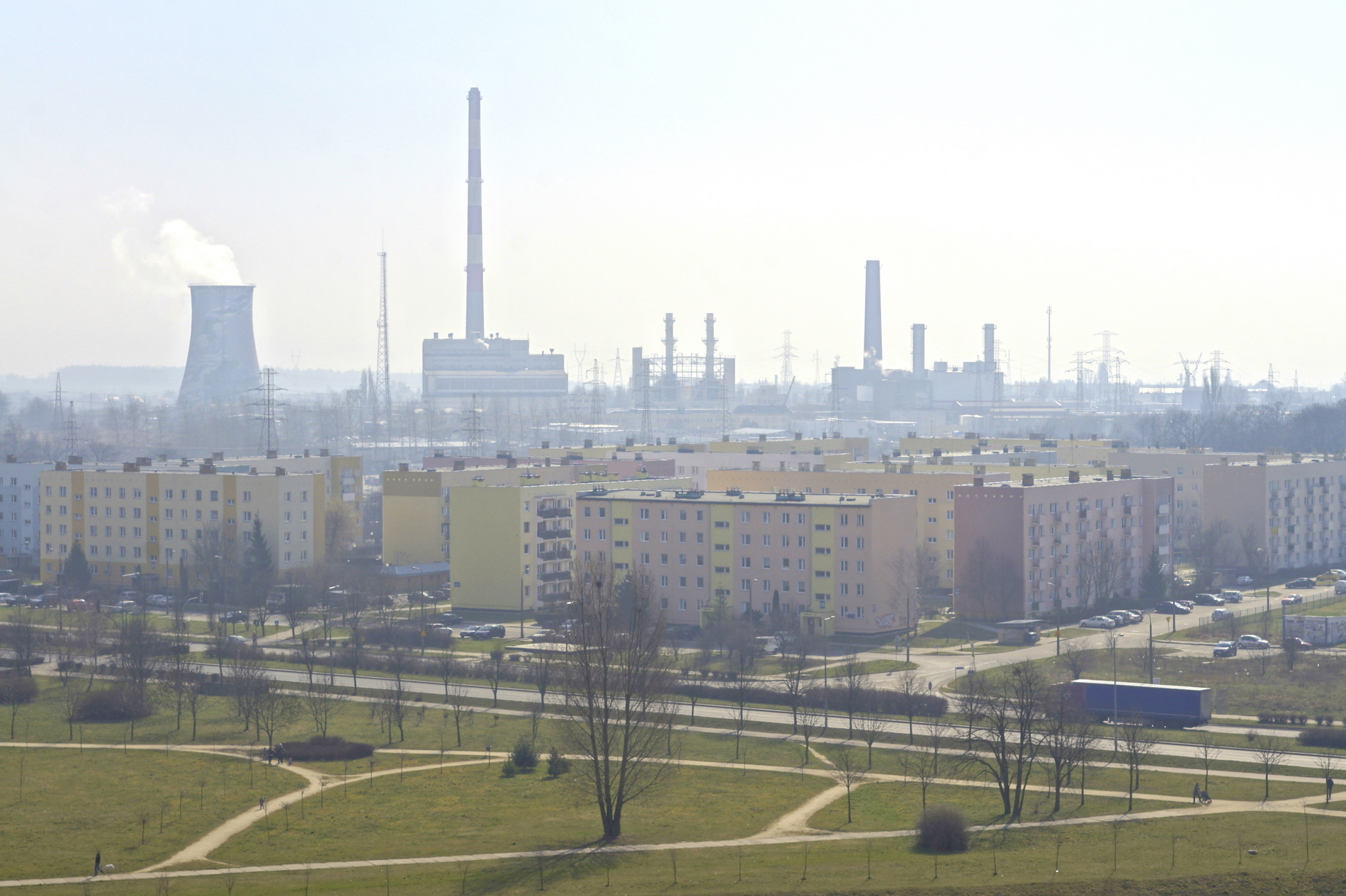
Panorama elektrociepłowni

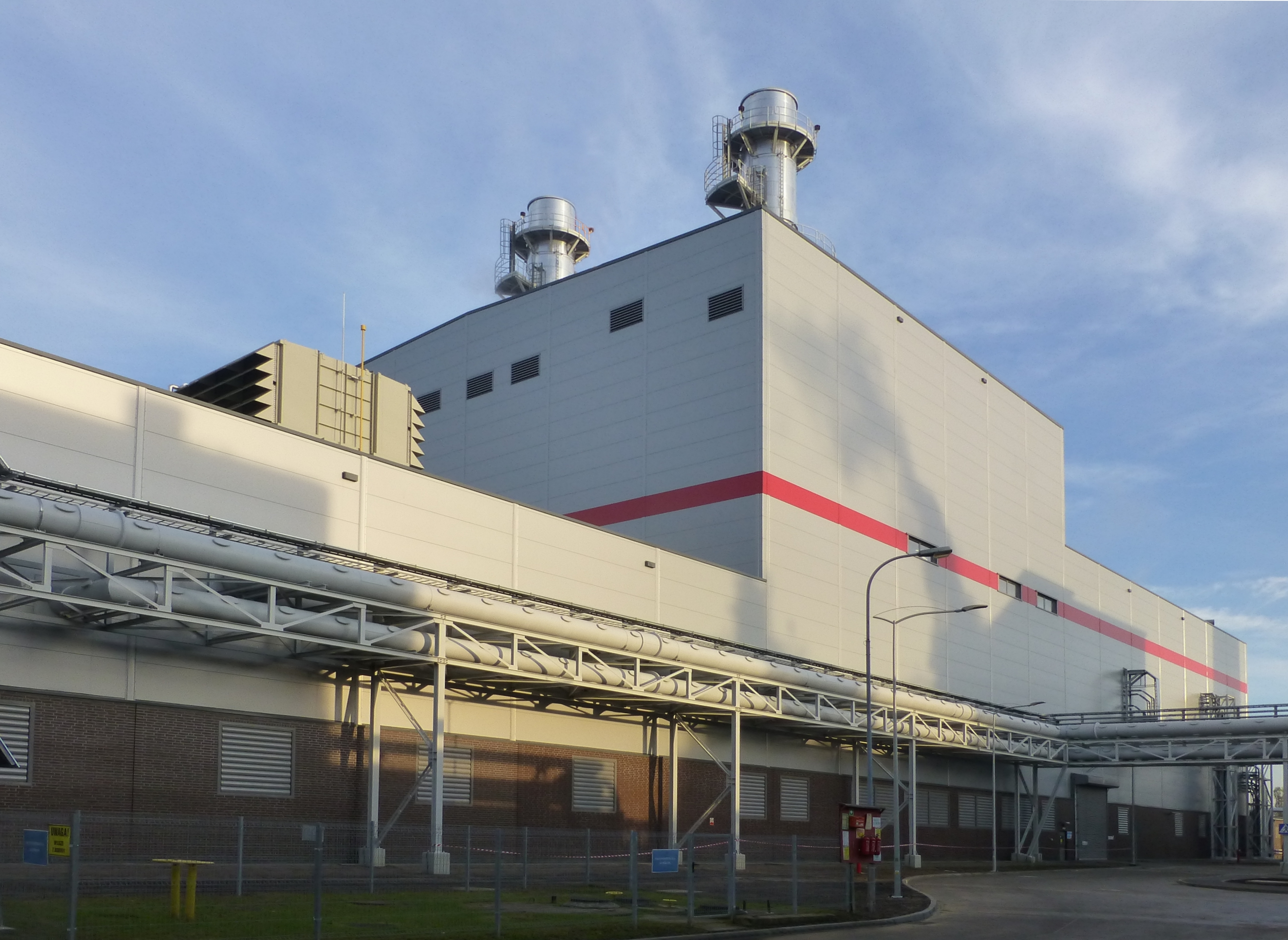
Blok gazowo-parowy, oddany do eksploatacji w 2017 roku

Elektrociepłownia Gorzów (formalnie PGE Energia Ciepła S.A. Oddział Elektrociepłownia w Gorzowie Wielkopolskim) – elektrociepłownia zlokalizowana w Gorzowie Wielkopolskim, w której skład wchodzą dwa bloki gazowo-parowe, sieć rozproszonych kotłowni miejskich oraz kotłownia szczytowo-rezerwowa. Paliwem wykorzystywanym w procesie wytwarzania energii jest gaz ziemny oraz olej opałowy.
W 2024 roku elektrociepłownia dysponowała zainstalowaną mocą elektryczną wynoszącą 236,88 MWe oraz mocą cieplną 330,925 MWt. Roczna produkcja energii elektrycznej brutto wyniosła 791 980,769 MWh, a ciepła 1 503 223 GJ (417 562 MWh).

## Historia
Budowę miejskiej elektrowni rozpoczęto już w 1939. Do 1945 roku elektrownia miejska działała bez zarzutu. W 1945 roku wszelkie urządzenia zakładu zostały zdemontowane i wywiezione z terytorium Polski.
W 1947 roku przystąpiono do czteroetapowej odbudowy zakładu. Zainstalowano wówczas trzy kotły parowe SMV oraz trzy turbiny kondensacyjne Stal. Rok 1950 uważa się za rok powstania elektrociepłowni Gorzów – rozpalono pierwszy kocioł oraz zsynchronizowano pierwszy turbozespół z siecią elektroenergetyczną. W 1954 rozpoczęto II etap odbudowy elektrowni, w którym zainstalowano kocioł parowy Pauker i turbinę przeciwprężną Stal. W 1967 roku rozpoczął się III etap rozbudowy zakładu (instalacja m.in. turbozespołu przeciwprężnego prod. Zamech-Elbląg). Ponadto w 1967 roku Elektrociepłownia została połączona z Zakładem Energetycznym Gorzów. Rok 1973 to rozpoczęcie IV etapu rozbudowy gorzowskiej elektrociepłowni o kocioł wodny i dwa kotły parowe prod. Rafako oraz dwa turbozespoły kondensacyjne prod. Zamech-Elbląg. W roku 1977 uruchomiony został drugi blok węglowy – ECII.
Od 1993 roku zakład był samodzielną spółką, a od 1994 roku – spółką akcyjną Skarbu Państwa. W 1999 roku oddano do użytku nowy zespół parowo-gazowy. Od 2004 roku 69% udziałów EC Gorzów należało do Polskich Sieci Elektroenergetycznych, na bazie których powstała PGE Polska Grupa Energetyczna. W 2006 roku EC Gorzów stała się stuprocentowym udziałowcem PEC Gorzów. We wrześniu 2010 roku Elektrociepłownia Gorzów SA weszła w skład PGE Górnictwo i Energetyka Konwencjonalna SA i stała się jednym z 11 oddziałów tej spółki.
W latach 2014–2017 elektrociepłownia wraz z Miastem Gorzów zrealizowała bardzo ważny dla miasta Gorzowa Wlkp. Projekt Centrum, którego podstawowym celem jest poprawa jakości powietrza atmosferycznego w mieście, poprzez obniżenie poziomu zanieczyszczeń emitowanych do otoczenia np. przez stare piece kaflowe. Projekt dofinansowywany był ze środków NFOŚiGW oraz WFOŚiGW.
W 2015 roku gorzowska elektrociepłownia obchodziła 65-lecie działalności.
2 lutego 2017 r. został przekazany do eksploatacji drugi blok gazowo-parowy o mocy 138 MW elektrycznych i 100 MW cieplnych, który w formule „pod klucz” wykonało konsorcjum firm Siemens Sp. z o.o. oraz Siemens Industrial Turbomachinery AB. Nowa instalacja po części zastąpiła dotychczas używane, wysłużone elementy infrastruktury, wykorzystujące węgiel jako paliwo. Nowoczesny blok działa w oparciu o dwie turbiny gazowe SGT-800 i jedną turbinę parową SST 400 wraz z kompletnym systemem elektrycznym i systemem sterowania.
Od 24 lipca 2015 ze szczytu najwyższego komina nadaje radio VOX FM Gorzów (101,7 MHz, dawne Radio GO), a później dołączyły do niego: Radio Eska Gorzów (93,8 MHz), Polskie Radio 24 (105,4 MHz), PR I (89,3 MHz), PR II (90,7 MHz) oraz PR III (91,6 MHz).

## Dane techniczne
Zdolności produkcyjne PGE GiEK SA Oddział Elektrociepłownia Gorzów:
- moc elektryczna zainstalowana – 243,3 MW (Elektrociepłownia Gorzów);
- moc cieplna zainstalowana – 364,0 MW (Elektrociepłownia Gorzów);
- moc cieplna zainstalowana – 4,412 MW (kotłownie lokalne).

Podstawowe urządzenia wytwórcze:
- ECI – zespół gazowo-parowy (który zastąpił najstarszą część elektrociepłowni, wybudowaną w latach 50.);
- ECII – blok węglowy, wybudowany w latach 70.;
- ECIII – nowy blok gazowo-parowy, przekazany do eksploatacji w lutym 2017 r.

ECI
Zespół gazowo-parowy (ECI) został przekazany do eksploatacji w 1999 roku, jako pierwszy w Polsce taki obiekt. Opalany jest gazem zaazotowanym, pochodzącym ze złóż lokalnych. Składa się z turbozespołu gazowego GT8C, kotła odzysknicowego oraz dwóch turbozespołów parowych wraz z przynależnymi budynkami i wszelkimi instalacjami niezbędnymi do prawidłowej pracy bloku.
W skład zespołu gazowo-parowego wchodzą:
- turbina gazowa – turbozespół T8 o mocy elektrycznej 54,5 MW,
- parowy kocioł odzysknicowy,

- turbozespół przeciwprężny typu DDM – 55 o mocy elektrycznej 5 MW,
- turbozespół upustowo-przeciwprężny 3P6-6 o mocy elektrycznej 6 MW.

ECII
Blok węglowy (ECII) – to obecnie najstarsza część gorzowskiej elektrociepłowni. Blok jest w tzw. derogacji. Przyjmuje się, że jego eksploatacja potrwa maksymalnie do 2023 roku.
W skład bloku węglowego wchodzą:
- kocioł parowy OP-140,
- turbozespół ciepłowniczy upustowo-kondensacyjny TC 32 o mocy elektrycznej 27 MW

ECIII
Nowy blok gazowo-parowy (ECIII) – stanowi podstawowe źródło zasilania odbiorców w mieście w energię cieplną w wodzie grzewczej oraz parze technologicznej o mocy netto 138 MW elektrycznych i 100 MW cieplnych. Jest to niezależny, kompletny obiekt energetyczny, wyposażony we wszystkie niezbędne dla jego prawidłowej pracy systemy. Charakteryzuje go wysoka sprawność wytwarzania energii elektrycznej, duża niezawodność eksploatacyjna, mały stopień oddziaływania na środowisko, w tym wyraźne zmniejszenie emisji dwutlenku siarki, pyłu, tlenków azotu i brak odpadów paleniskowych.
W skład nowego bloku gazowo-parowego wchodzą:
- dwie turbiny gazowe SGT-800 (TG11 i TG12) produkcji Siemens o mocy elektrycznej 50,5 MW każda,
- dwa kotły odzysknicowe (HRSG-11 i HRSG-12) produkcji Aalborg,
- turbina parowa SST-400 (T10) produkcji Siemens o mocy elektrycznej 42 MW.